# Psittacanthus wurdackii
Psittacanthus wurdackii är en tvåhjärtbladig växtart som först beskrevs av Carlos Toledo Rizzini, och fick sitt nu gällande namn av Kuijt. Psittacanthus wurdackii ingår i släktet Psittacanthus och familjen Loranthaceae. Inga underarter finns listade i Catalogue of Life.